# معهد إدارة المشاريع
معهد إدارة المشاريع، (بالإنجليزية: Project Management Institute)‏، واختصاراً "PMI"، هي مؤسسة غير ربحية تُعنى بإدارة المشاريع، وتطوير مهارة إدارة المشاريع عالمياً، وذلك عن طريق تقديم مجموعة من الخدمات لإدارة المشاريع، مثل وضع المعايير والأبحاث والتعليم والنشر، واستضافة المؤتمرات والحلقات التدريبية.

## نظام الشهادات
في عام 1984، أطلقت المؤسسة نظام إصدار الشهادات، وكان أول شهادة تصدرها إدارة المشاريع الإحترافية (PMP)، في 30 يونيو 2009، كان هناك أكثر من 36,000 شخص في العالم حاصلين على هذه الشهادة.، وليس من الضروري أن يكون حاملو هذه الشهادة أعضاءً في PMI، بل يتم الحصول على الشهادة من خلال توثيق 3 أو 5 سنوات من الخبرة في العمل في إدارة المشاريع، والانتهاء من 35 ساعة من التدريب ذا الصلة بإدارة المشاريع، وتسجل نسبة مئوية معينة في أمتحان - كتابي أو على جهاز الكمبيوتر - متعدد الاختيارات.
مع مرور الوقت، أُدخلت العديد من الشهادات الأخرى. ويمكن الاطلاع على قائمة محدثة على شبكة الإنترنت على الموقع الرسمي http://www.pmi.org، وهذه هي الشهادات والمؤهلات التي تقدمها PMI:
1. شهادة مشارك في إدارة المشاريع (CAPM).
2. محترف إدارة المشاريع (PMP).
3. برنامج الإدارة الفنية (PgMP).
4. PMI شهادة ممارس (PMI-ACP).
5. مؤشر مديري المشتريات إدارة المخاطر المهنية (PMI-RMP).
6. جدولة المهنية (PMI-SP).
7. شهادة مهنية (OPM3).